# جميلة الخلاقي
جميلة  مغنية يمنية شابة ولدت في مدينة المكلا عاصمة محافظة حضرموت الواقعة بجنوب اليمن.